# Catocala ophelia
Catocala ophelia  (лат.) — вид бабочек из семейства Erebidae. Встречаются в лесах Северной Америки: США (Аризона, Калифорния и юго-западный Орегон). Размах крыльев около 5 см. Лёт имаго происходит с июля по октябрь. Самки откладывают яйца на кору деревьев осенью, развитие продолжается после зимовки следующей весной. Гусеницы питаются на листьях дуба видов Quercus macrocarpa и Quercus chrysolepis. Вид был описан в 1880 году американским актёром, поклонником творчества Шекспира и энтомологом Генри Эдвардсом (Henry Edwards, 1827—1891) и назван им по имени шекспировской Офелии.